# .ma
.ma ist die länderspezifische Top-Level-Domain (ccTLD) von Marokko. Sie existiert seit dem 26. November 1993 und wird von der marokkanischen  Agence Nationale de Réglementation des Télécommunications (ANRT) verwaltet.

## Eigenschaften
Domains werden sowohl auf zweiter als auch dritter Ebene angemeldet. Neben .ma gibt es zahlreiche thematisch spezialisierte Second-Level-Domains, beispielsweise .net.ma für Internet Service Provider oder .press.ma für Presse und Medien.

## Sonstiges
2007 beantragte Marokko bei der ICANN zusätzlich zu .ma die Top-Level-Domain .eh für Westsahara.
Zu den teuersten jemals verkauften .ma-Domains gehört pana.ma, das den mittelamerikanischen Staat Panama bezeichnet.